# Salem (huyện)
Huyện Salem là một huyện thuộc bang Tamil Nadu, Ấn Độ. Thủ phủ huyện Salem đóng ở Salem. Huyện Salem có diện tích 5220 ki lô mét vuông. Đến thời điểm năm 2001, huyện Salem có dân số 2992754 người.